# Міжурядова група експертів зі зміни клімату
Міжурядова гру́па експе́ртів зі змі́ни клі́мату (МГЕЗК, англ. Intergovernmental Panel on Climate Change, IPCC) — група, створена в 1988 спільно Всесвітньою метеорологічною організацією і Програмою ООН з довкілля для оцінки наукової інформації, що стосується зміни клімату і формулювання реальних стратегій реагування на ці зміни.
Від 2013 року делегаткою від України до Міжурядової групи експертів з питань зміни клімату (МГЕЗК) є Краковська Світлана Володимирівна.

## Доповіді
МГЕЗК готує доповіді, що використовуються в роботі сторін Рамкової конвенції ООН про зміну клімату. П'ята оціночна доповідь 2013 року стала науковою основою для Паризької кліматичної угоди.
Доповіді МГЕЗК охоплюють наукову, технічну та соціально-економічну оцінку ризиків та можливих наслідків антропогенної зміни клімату, а також можливостей до адаптації та запобігання негативних змін. Організація не займається оригінальними дослідженнями, а лише аналізує наявні наукові публікації. Однак, доповіді МГЕЗК дають поштовх для подальших наукових досліджень з кліматичної тематики.
Доповіді МГЕЗК вважаються найбільш авторитетною науковою оцінкою зміни клімату, оскільки у їх підготовці  беруть участь тисячі науковців з усього світу, зокрема, й з України.
9 серпня 2021 МГЕЗК оприлюднила шостий звіт — про кліматичні зміни за станом на 2021 рік і майбутні ризики для людства на найближче сторіччя. Повний документ налічує майже 4 тис. сторінок, містить детальні прогнози для різних регіонів Землі і є продуктом кропіткої роботи кращих кліматологів і інших учених з різних країн. Друга частина вийшла взимку 2022 року, там мова про шляхи адаптації людства до нового клімату. Третя частина з'явиться весни 2022 року.
У новому звіті вперше зʼявився інтерактивний атлас, із прогнозами до 2100 року. Карта світу розбита на 46 макрорегіонів для суші та 12 — для океанів.
Група була нагороджена Нобелівською премією миру у 2007 році.